# Nouvelle Union Populaire écologiste et sociale (NUPES)
Nouvelle Union Populaire écologiste et sociale (NUPES) (dansk: Nye folkelige økologiske og sociale Union) er en fransk valgalliance, der blev oprettet i april–maj 2022. Alliancen består af venstreorienterede partier og midterpartier, der er i opposition til præsident Emmanuel Macron.
Partierne i alliancen har aftalt, at de ved valget til Nationalforsamlingen i 2022 opstiller én fælles kandidat i hver enkeltmandskreds på det franske fastland.
Alliancens partier består af fire grupperinger:

## Det oprørske Frankrig og allierede
- Det oprørske Frankrig (LFI) med præsidentkandidat Jean-Luc Mélenchon.

- Venstrepartiet (PG).

- Sammen ! (E !).

- Picardiet stående (PD) med François Ruffin.

- Økologisk revolution for det levende (REV) med Aymeric Caron.

- Uafhængige arbejderparti (POI) med de tidligere præsidentkandidater Gérard Schivardi og Daniel Gluckstein.

## Økologiske gruppering
- Europa Økologi. De Grønne (EELV).

- Génération.s (G.s) med den tidligere præsidentkandidat Benoît Hamon.

- Nye Demokrater (ND). Udbrydere af La République en marche ! (LREM).

- Den økologiske generation (GÉ) med den tidligere minister Delphine Batho.

## Socialistpartiet og allierede
- Socialistpartiet med Olivier Faure.

- Place Publique (PP) med Raphaël Glucksmann.

## Kommunistpartiet og allierede
- Det franske kommunistparti (PCF) med Fabien Roussel.

- Pour La Réunion, et venstrefløjsparti på Réunion.

- Tavini Huiraatira, et parti i Fransk Polynesien, Partiet ligger mellem centrum-venstre og venstrefløjen.

## Partier udenfor valgalliancerne
Nogle partier har valgt at stå udenfor valgalliancerne. De vigtigste alliancefrie partier i centrum–venstre og på venstrefløjen er:  
- Midterpartiet Det radikale venstreparti (PRG), der fik tre mandater ved valget til Nationalforsamlingen i 2017, men som ved valgene i 2012 og tidligere var meget større. Ved de flere valg fra 1972 til 2017 var de radikale i PRG allierede med Socialistpartiet.

- Venstrefløjspartiet Nouveau Parti anticapitaliste (NPA), der opstillede Philippe Poutou ved  præsidentvalgene i 2012, i 2017 og i 2022.

- Venstrefløjspartiet Arbejdernes Kamp (LO), der opstillede Nathalie Arthaud ved præsidentvalgene i 2012, i 2017 og i 2022.